# Fokker C.I
Die Fokker C.I war ein deutsches Aufklärungsflugzeug, das am Ende des Ersten Weltkriegs entwickelt wurde und erst nach dessen Ende zum Einsatz kam. Wie bei einigen militärischen Flugzeugmustern dieser Zeit praktiziert, wurde auch aus ihr eine zivile Variante für die Beförderung von Personen abgeleitet.

## Entwicklung

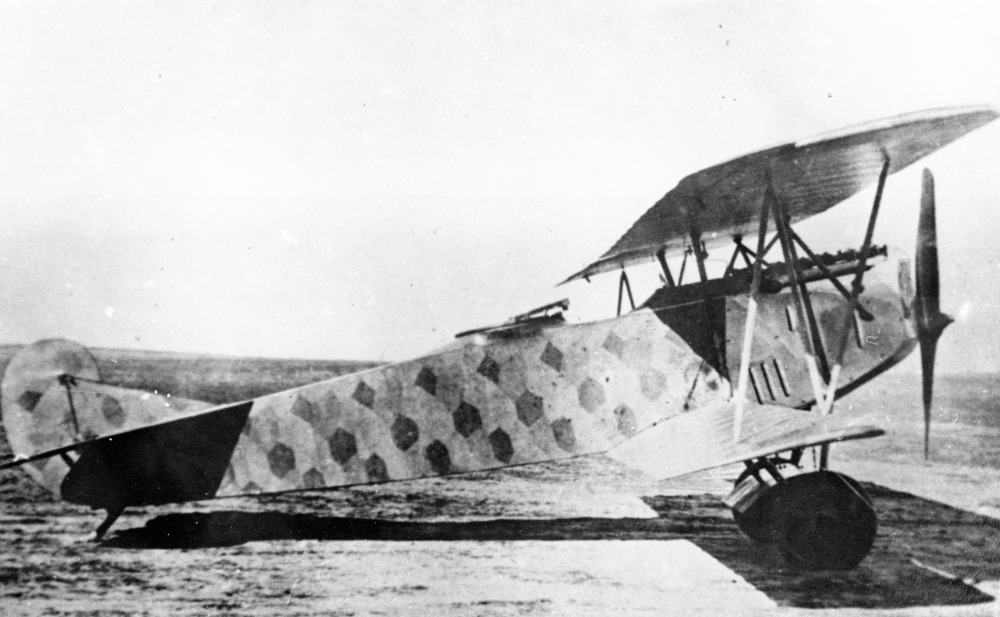
Der Prototyp V 38

Das Flugzeug entstand aufgrund einer Forderung der Idflieg nach einem sogenannten C-Flugzeug, also nach einem mit Maschinengewehren bewaffneten Zweisitzer, der als Aufklärer eingesetzt werden sollte. Fokkers Chefkonstrukteur Reinhold Platz orientierte sich bei der Konstruktion an der einsitzigen D.VII und entwickelte eine in ihren Maßen vergrößerte Ausführung mit einer zusätzlichen Beobachterkabine. Der Bau des als V 38 bezeichneten Prototyps wurde in den Fokker-Flugzeugwerken Schwerin-Görries durchgeführt und 1918 abgeschlossen. Die Erprobung wurde im selben Jahr erfolgreich absolviert und der Typ anschließend als C.I in die Serienproduktion überführt, aber bis zum Ende der Kampfhandlungen kam kein einziges Exemplar mehr zur Auslieferung an die Fliegertruppe.
Wie viele Flugzeuge bis zum Waffenstillstand und auch noch darüber hinaus gebaut wurden, kann nicht mehr genau nachvollzogen werden, denn Fokker betrieb aufgrund des durch die Siegermächte im Friedensvertrag von Versailles festgelegten Flugzeugbauverbots wie auch andere deutsche Hersteller in den folgenden Monaten eine Taktik der Verschleierung über die tatsächliche Anzahl der gebauten Flugzeugtypen. Noch vor Inkrafttreten der Bestimmungen schloss er mit dem niederländischen Unternehmen Trompenburg einen Vertrag über die Lieferung von 98 D.VII und 118 C.I ab, der, als die Firma bald darauf die Produktion von Flugzeugen einstellte, am 27. April 1920 von der Regierung der Niederlande in einen direkten Auftrag über 20 D.VII und 60 C.I umgewandelt wurde. So konnte Fokker viele seiner noch vorhandenen Militärflugzeuge dem Zugriff der Alliierten entziehen und durch die schlussendliche Verlagerung seiner Firma nach Amsterdam das Bauverbot umgehen. Trotzdem wurden in Schwerin noch eine Zeitlang illegal C.I produziert, die anschließend in die Niederlande verschifft wurden und dort neue Seriennummern erhielten. 42 davon wurden von Sowjetrussland erworben und teilweise mit Skifahrwerk geflogen. In den Niederlanden übernahm die LVA insgesamt 62 C.I, die nach Ablauf ihrer Dienstzeit an die Schuleinheiten abgegeben wurden und dort auch als Blindflugtrainer dienten. 1929 erhielten 21 davon ein stärkeres Lynx-Triebwerk mit 200 PS (147 kW) und waren als C.Ia noch weit bis in die 1930er Jahre hinein im Einsatz. Auch der Marine Luchtvaartdienst erhielt 16 C.I, von denen die letzte erst 1938 ausgemustert wurde. An Dänemark lieferte Fokker zwei Flugzeuge, drei weitere wurden in Lizenz gebaut. Mit einer dieser C.I wurde 1924 durch Erlind mit 7450 m ein nationaler Höhenrekord aufgestellt. Die letzte dieser C.I wurde noch 1940 als Schulflugzeug geflogen.

Fokker C.II mit aufgesetzter Kabine hinter dem offenen Pilotensitz

Im Jahr 1919 entwickelte Fokker die zivile „Passagier-Limousine“ C.II, indem bei einer C.I die Beobachterkabine zu einer Passagierkabine für zwei Personen mit geschlossener Haube umgebaut wurde. Mindestens eine C.I wurde in Schwerin solchermaßen modernisiert, eine Handvoll weiterer Exemplare mit unterschiedlichen Kabinenvarianten entstanden 1919/1920 im Amsterdamer Werk und wurden nach Kanada, Südamerika und in die USA geliefert; einige davon erhielten einen Puma-Motor mit 230 PS (169 kW). Weiterhin entstand im Sommer 1919 auf Grundlage der C.I das nichtverwirklichte Projekt des Passagierflugzeugs P.I mit abgerundeten Rumpf und ebenfalls geschlossener Fluggastkabine.
Im August 1920 erhielt Fokker durch die ILÜK für zwei C.I mit den Werknummern 3972 und 3974 die Freigabe zur zivilen Verwendung für die Schweriner Industriewerke. Erstere wurde im gleichen Monat mit einem Schwimmerfahrwerk ausgerüstet und flog solchermaßen als C.I-W im September erstmals. Weitere Testflüge fanden am 6. und 11. Oktober des Jahres über dem Schweriner See statt. Was mit dieser C.I anschließend geschah, ist nicht bekannt.
Als letzte Variante entstand im spanischen Auftrag der mit einem HS-8B-Antrieb von 220 PS (162 kW) ausgestattete Fortgeschrittenentrainer C.III für die Ejército del Aire.
Insgesamt sollen von den verschiedenen Ausführungen der C.I über 250 Stück gebaut worden sein, genauere Angaben sind aber aus den genannten Gründen nicht möglich.

## Aufbau

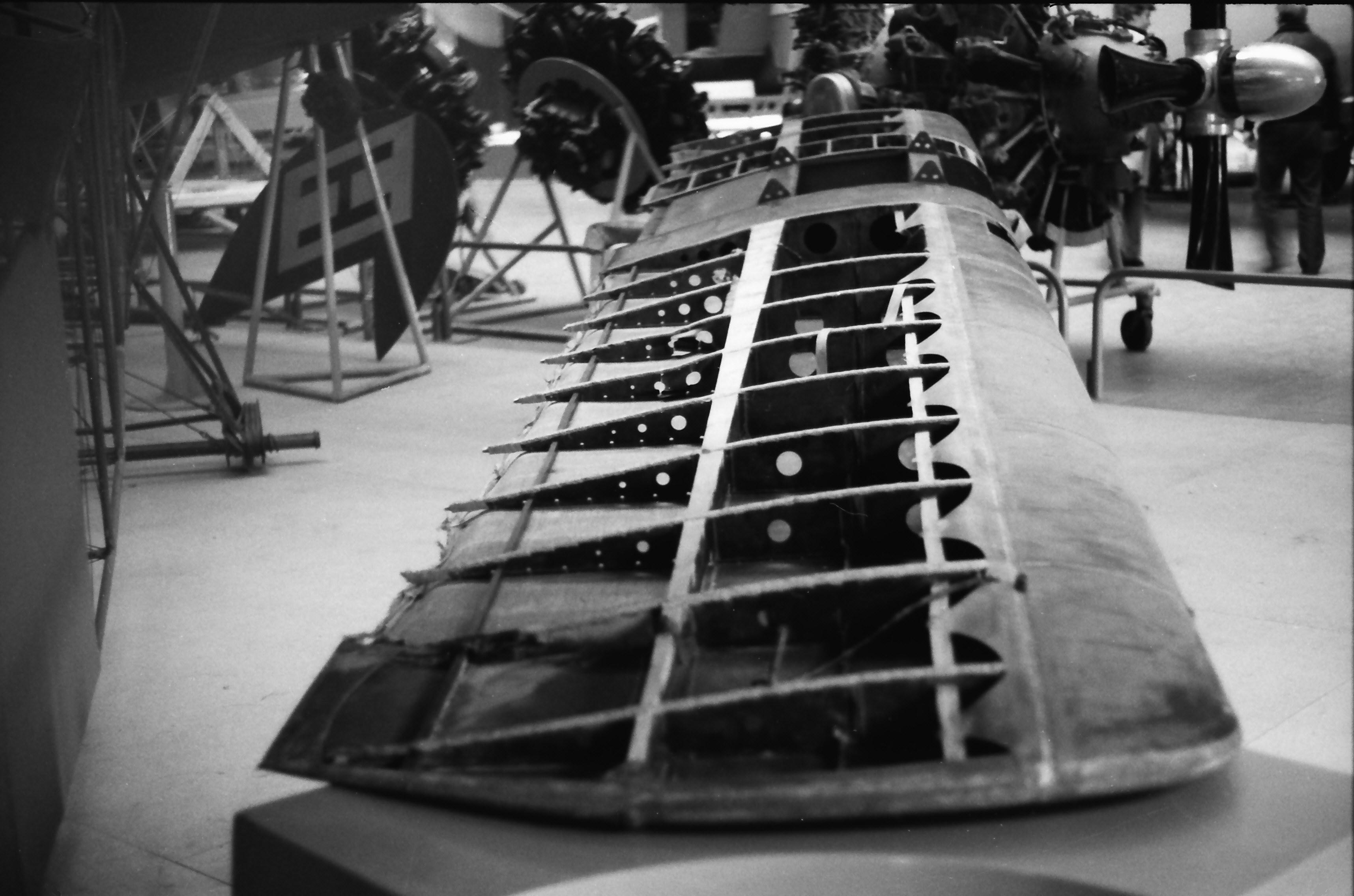
Der Flügel einer C.I

Die C.I und ihre Weiterentwicklungen sind freitragende, gestaffelte Doppeldecker in Gemischtbauweise mit einem Rumpfgerüst aus geschweißten und mit Draht ausgekreuzten Stahlrohren, das im Bereich des Motors mit Blech verkleidet und ansonsten mit Stoff bespannt ist. Die Tragflächen bestehen aus Holz, verfügen über zwei Kastenholme, Sperrholzrippen und sind ebenfalls bis auf die aus Sperrholz bestehenden Vorderkanten mit Stoff bespannt. Querruder befinden sich nur im oberen Flügel. Das Leitwerk ist wiederum aus Stahlrohr, wobei die Höhenflosse zum Rumpf hin durch Streben abgestützt wird. Die Streben des nichteinziehbaren Hauptfahrwerks bilden Stahlprofilrohre, die Räder werden von einer Achse verbunden, die von einer aerodynamischen Verkleidung umschlossen wird, die den Kraftstofftank beinhaltet. Am Heck ist ein Schleifsporn angebracht.

## Technische Daten

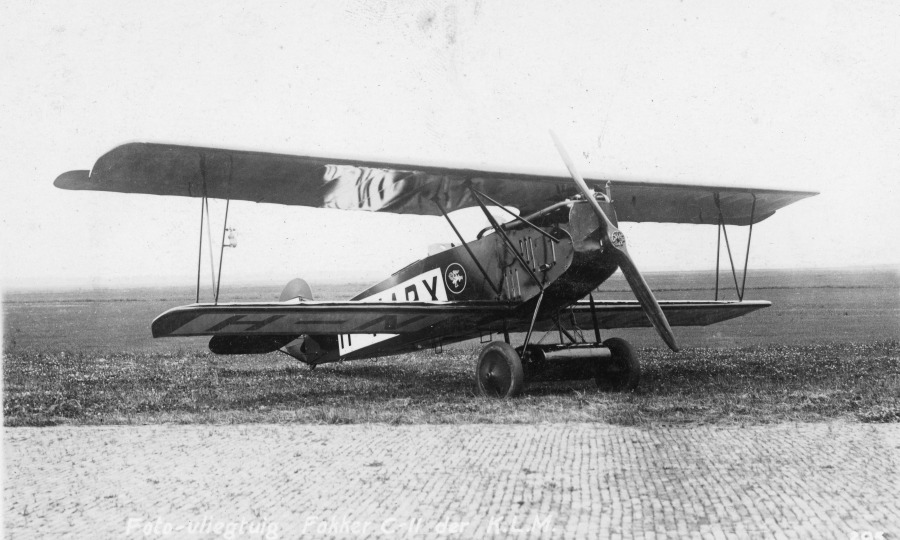
Auf diesem Foto einer C.II ist gut die typische voluminöse Achsenverkleidung, die den Kraftstofftank beherbergt, sichtbar

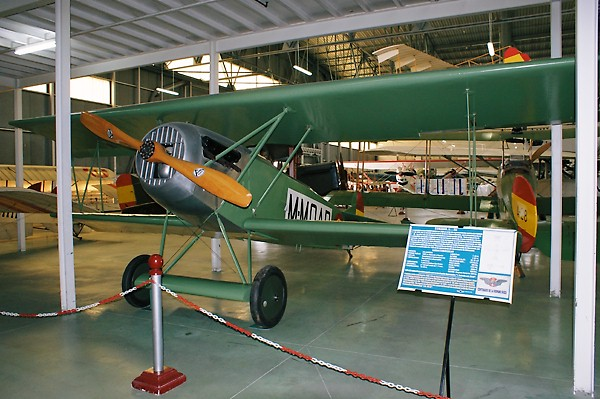
Spanische C.III

| Kenngröße             | Daten                                                                                       |
| --------------------- | ------------------------------------------------------------------------------------------- |
| Besatzung             | 2                                                                                           |
| Spannweite            | 10,50 m                                                                                     |
| Länge                 | 7,23 m                                                                                      |
| Höhe                  | 2,87 m                                                                                      |
| Flügelfläche          | 26,25 m²                                                                                    |
| Leermasse             | 830 kg                                                                                      |
| Startmasse            | normal 1180 kg maximal 1255 kg                                                              |
| Antrieb               | wassergekühlter Sechszylinder-Viertakt-Reihenmotor                                          |
| Typ                   | BMW IIIa                                                                                    |
| Nennleistung          | 185 PS (136 kW) bei 1400/min                                                                |
| Höchstgeschwindigkeit | 175 km/h                                                                                    |
| Steigzeit             | 14,3 min auf 3000 m Höhe 27 min auf 5000 m Höhe                                             |
| Dienstgipfelhöhe      | 4000 m                                                                                      |
| Reichweite            | 620 km                                                                                      |
| Flugdauer             | 4 h                                                                                         |
| Bewaffnung            | ein starres 7,7-mm-MG ein bewegliches 7,7-mm-MG vier 12,5-kg-Bomben an Unterflügelstationen |